# Virginia Slims of Nashville 1988
Virginia Slims of Nashville 1988 — жіночий тенісний турнір, що проходив на закритих кортах з твердим покриттям Maryland Farms Racquet Club у Брентвуді (США). Належав до турнірів 2-ї категорії в рамках Туру WTA 1988. Турнір відбувся вчетверте і тривав з 17 до 23 жовтня 1988 року. Несіяна Сьюзен Слоун здобула титул в одиночному розряді й отримала за це 17 тис. доларів США.

## Фінальна частина

### Одиночний розряд
Сьюзен Слоун —  Беверлі Бовіс 6–3, 6–2
- Для Слоун це був єдиний титул за сезон і 1-й — за кар'єру.

### Парний розряд
Дженні Бірн /  Джанін Тремеллінг —  Еліз Берджін /  Розалін Феербенк 7–5, 6–7, 6–4
- Для Бірн це був єдиний титул за сезон і 2-й - за кар'єру. Для Тремеллінг це був єдиний титул за сезон і 2-й - за кар'єру.